# Bertula crucialis
Bertula crucialis är en fjärilsart som beskrevs av Felder. Bertula crucialis ingår i släktet Bertula och familjen nattflyn. Inga underarter finns listade i Catalogue of Life.